# چرازو
چِرازو (به ایتالیایی: Ceraso) یک کومونه در ایتالیا است که در استان سالرنو واقع شده‌است. چرازو ۴۵٫۹۵ کیلومتر مربع مساحت و ۲٬۵۱۰ نفر جمعیت دارد و ۳۴۰ متر بالاتر از سطح دریا واقع شده‌است.